# Groove Coverage
Groove Coverage è un gruppo musicale euro-trance tedesco. Il gruppo dei Groove Coverage è composto da Axel Konrad, DJ Novus, Melanie Munch meglio conosciuta come Mell (cantante solista) e Verena Rehm (ex cantante negli stage, cantante di supporto e occasionalmente cantante solista). La band ha avuto hits in tutto il mondo, specialmente in Germania e nelle radio del Nord America in particolare con la canzone “Poison”. Hanno prodotto popolari remix di varie canzoni, tra cui "Love is an Angel" di Sylver,”Come With Me" di Special D e "Ass Up!" di Baracuda. I producer della band sono Ole Wierk (conosciuto anche con gli alias Dj Volume e Dj Valium in alcune sue produzioni al di fuori dei Groove Coverage) e Lou Bega, i quali raramente hanno scritto i testi delle canzoni.
I Groove Coverage hanno prodotto 3 album ufficiali in Germania, Covergirl (2002), 7 Years and 50 Days (2004) and 21st Century (2006). Hanno inoltre pubblicato un Best of album nel 2005 e una speciale versione canadese SPG Music intitolata Groove Coverage che inclideva tutto il loro greatest hits in Canada. Negli Stati Uniti hanno pubblicato un album intitolato Groove Coverage: Greatest Hits.
Varie canzoni della band sono cover o rivisitazioni di altre canzoni. I Groove Coverage hanno pubblicato un cover di “Moonlight Shadow" di Mike Oldfield, e una cover dance della canzone "Poison" di Alice Cooper. Nel loro ultimo album 21st Century hanno pubblicato una cover di "21st Century Digital Boy" dei Bad Religion intitolata "21st Century Digital Girl". 
Questo usando lo stesso formato di base delle versioni precedenti ma cambiando il testo della canzone per compensare la differenza nel soggetto della canzone.
Il gruppo ha estratto tre singoli, prima del loro ultimo album 21st Century:
- “Holy Virgin” una cover in versione inglese di “Fata Morgana”, canzone originariamente cantata dal gruppo austriaco Erste Allgemeine Verunsicherung nel 1986
- “On The Radio” una cover della canzone "Mann im Mond" di Die Prinzen
- "21st Century Digital Girl", una replica della canzone "21st Century Digital Boy" dei Bad Religion.

Prima della distribuzione del primo singolo, una traccia dal titolo “On The Radio” è stata fatta trapelare in internet sulle piattaforme di file sharing in varie versioni. Questa canzone non era la traccia con lo stesso nome contenuta nel album. Questo è stato un tentativo di ostacolare la condivisione di file del singolo attuale, per "avvelenamento" delle reti immettendo un brano diverso con lo stesso nome.
Il richiamo della traccia appare nell'album con il nome “Let It Be”.
Il 14 agosto 2007 il gruppo ha annunciato nel loro sito che un nuovo singolo e un nuovo album sarebbero stati pubblicati presto. Anche il video musicale del nuovo singolo sarebbe stato lanciato il 3 ottobre. Il 23 ottobre 2007 la band ha commercializzato il loro primo Greatest Hits album in Germania, con tutte le loro hits, il nuovo singolo “Because I Love You”, due nuove tracce e un remix bonus.
Il 9 giugno 2008 i Groove Coverage hanno annunciato nel loro sito ufficiale che era in produzione un nuovo singolo.

## Componenti
- Axel Konrad
- DJ Novus
- Mell
- Verena Rehm

## Discografia

### Album
- Covergirl (2002)
- 7 Years and 50 Days (2004)
- Best of (2005)
- 21st Century (2006)
- Riot on the Dancefloor (2012)

### Compilation
- Best Of (CD + DVD) (2005)
- Best Of Groove Coverage: The Ultimate Collection (3 CD) (2005) (Hong Kong)
- Greatest Hits (2006) (Stati Uniti)
- Greatest Hits (2 CD) (2007)
- Poison (The Best Of Groove Coverage) (Rare Japan CD)

### Singoli
- Hit Me (1999)
- Are U Ready (2000)
- Moonlight Shadow (2002)
- God Is a Girl (2002)
- Poison (2003)
- The End (2003)
- 7 Years and 50 Days (2004)
- Runaway (2004)
- She (2004)
- Holy Virgin (2005)
- On the Radio (17 marzo 2006)
- 21st Century Digital Girl (23 giugno 2006)
- Only Love
- You
- In my dream
- Because I Love You (2007)
- Innocent (2010)
- Angeline (2011)
- Tell Me (2014)
- Wait (2014/2015)

### Remix
- Chupa - "Arriba" (2001)
- DJ Valium - "Bring the Beat Back" (2002)
- X-Perience - "It's a Sin" (2002)
- Special D - "Come with Me" (2002)
- Silicon Bros - "Million Miles from Home" (2002)
- Seven - "Spaceman Came Traveling" (2003)
- DJ Cosmo - "Lovesong" (2003)
- Sylver - "Livin' My Life" (2003)
- Mandaryna - "Here I Go Again" (2004)
- Sylver - "Love Is an Angel" (2004)
- Baracuda - "Ass Up!" (2005)
- Melanie Flash - "Halfway to Heaven" (2006)
- N-Euro - "Lover on the Line" (2006)
- Max Deejay vs. DJ Miko - "What's Up" (2006)
- Baracuda - "La Di Da" (2007)
- DJ Goldfinger - "Love Journey Deluxe" (2008)
- Arnie B - "Another Story" (2008)
- Arsenium - "Rumadai" (2008)
- Master Blaster - "Everywhere" (2008)
- N.I.N.A - "No More Tears" (2008)